# A.F. Steadman
A.F. Steadman, schrijversnaam van Annabel Steadman (1992), is een Britse kinderboekenschrijfster.
Steadman groeide op in Kent. Ze werd opgeleid aan The King's School, Canterbury, waar ze werd toegelaten met een muziekbeurs, gevolgd door talen en rechten aan het Selwyn College in Cambridge en een master in creatief schrijven in Cambridge.
In 2020 kreeg Steadman een 'zevencijferig' boekencontract voor een driedelige fantasy-serie over 'bloeddorstige eenhoorns'. Dit wordt beschouwd als de grootste deal ooit voor een debuterende kinderboekenschrijver. In dezelfde week werden de filmrechten verworven door Sony Pictures.
In 2022 verscheen Skandar and the Unicorn Thief, het eerste boek in de Skandar-serie. The Sunday Times noemde het een "boeiend verhaal". In november 2022 werd bekend dat Simon & Schuster nog drie boeken van Steadman hadden gekocht. Dit brengt de Skandar-serie op vijf boeken, plus één titelloze roman. Het tweede boek in de serie, Skandar and the Phantom Rider, verscheen in april 2023.
De boeken zijn in diverse talen, waaronder het Nederlands, vertaald.

## Publicaties
- Skandar and the Unicorn Thief, Simon & Schuster, 2022 (in het Nederlands vertaald als Skandar en de eenhoorndief)
- Skandar and the Phantom Rider, Simon & Schuster, 2023 (in het Nederlands vertaald als Skandar en de eerste ruiter)
- Skandar and the Chaos Trials, Simon & Schuster, 2024 (in het Nederlands vertaald als Skandar en de chaosproeven)
- Skandar and the Skeleton Curse, Simon & Schuster, 2024 (in het Nederlands vertaald als Skandar en de Vloek van het Skelet)
- Skandar and the Spirit War, Simon & Schuster, 2025.

- Bibsys: 1634286305083
- Bibliothèque nationale de France: cb180294557 (data)
- Catàleg d'autoritats de noms i títols de Catalunya: 981060554874206706
- Gemeinsame Normdatei: 1259278034
- International Standard Name Identifier: 0000 0005 0633 4543
- Library of Congress Control Number: n2021051496
- Nationale Bibliotheek van Letland: 000341946
- Bibliotheek van het Japanse parlement: 032197399
- Nationale Bibliotheek van Tsjechië: xx0272449
- Nationale Bibliotheek van Israël: 987012502475605171
- Nationale en Universitaire bibliotheek Zagreb: 000776318
- Nederlandse Thesaurus van Auteursnamen: 436060809
- Système universitaire de documentation: 262989867
- Virtual International Authority File: 3163271435512142565